# Бакенское месторождение
Бакенское месторождение редких металлов (пегматитовое месторождение тантала и ниобия) находится на территорий Восточно-Казахстанской области, в 18 км от посёлка Асубулак. Открыто в 1948 году. Геолого-разведывательные работы велись в 1948—1970 годах. Месторождение локализовано в тектонических разломах Калба-Нарынского редкометалического пояса. Площадь — 3,5 км². Более 100 рудных тел жильной и линзовидной формы. Жилы субмеридионального простирания вытянуты от 150—180 м до 500 м, мощность — от 2—6 до 22 м. Основные минералы: колумбит-танталит, поллуцит. Примеси — апатит, касситерит, сподумен, турмалин, слюда и др. Разрабатывается с 1955 года открытым и шахтным способами.